# Église Saint-Georges (Lod)
L'église Saint-Georges, situé à Lod en Israël est un lieu de culte grec-orthodoxe. Elle est notamment célèbre pour la présence de la tombe de Georges de Lydda, qui fait l'objet de la vénération des fidèles.
Une première église est tout d'abord construite à l'époque byzantine. Elle est reconstruite au XIIe siècle par les Croisés.
La communauté grecque orthodoxe de Lod fait l'acquisition des ruines de cette église en 1870, et la reconstruit. Dans ce bâtiment, se trouve une crypte abritant la tombe du saint.